# Германия на зимних Олимпийских играх 2022
Германия на зимних Олимпийских играх 2022 бал представлена ста сорока девятью спортсменами в четырнадцати видах спорта. Это количество меньше, чем на предыдущих играх 2018 и 2014 года, когда сборная состояла из ста пятидесяти трёх спортсменов.

## Перед играми
В начале декабря 2021 года новоизбранный в то время вице-президент Олимпийской спортивной конфедерации Германии (DOSB) Верена Бентеле выступила с официальным заявлением от имени организации: «бойкот Олимпийских игр — это вопрос политики, а не спорта». Таким образом, комитет дал понять, что не собирается запрещать спортсменам посещать игры, а бойкот должен быть только политического характера. Со стороны комитета она пообещала полную поддержку спортсменам и предостерегла кого-либо от принуждения к бойкоту или другим действиям за спинами спортсменов.
Томас Бах, являющийся президентом Международного олимпийского комитета, следующим образом прокомментировал сложившуюся ситуацию вокруг бойкота Олимпийских игр в Пекине рядом стран: «Мы поддерживаем спортсменов, они имеют нашу и национальную поддержку для участия в спортивном событии. Остальное политика, а МОК, как всегда, нейтрален».
Дипломатический бойкот зимних Олимпийских игр 2022 года в Китае объявили Соединенные Штаты Америки. К ним также присоединились Канада, Австралия, Великобритания. Каждая из этих стран назвала причиной бойкота нарушение прав человека в Китае, указывая на «геноцид и пренебрежение правами уйгурского народа и других этнических и религиозных меньшинств». Вице-президент НОК Германии Бентеле отметила, что «такие ситуации возникают в тот момент, когда право проводить игры присуждают таким странам как Китай. Как нам известно — ситуация с правами человека не изменилась с 2008 года. К этому времени МОК надеялся, что ситуация улучшится, но наоборот: стало ещё хуже».
В начале декабря 2021 года пресс-секретарь федерального президента Франк-Вальтера Штайнмайера выступила с заявлением, что президент не поедет на зимние Олимпийские игры в Пекин. Также она отметила, что путешествие не входило в его планы ещё задолго до того, как США призывали к дипломатическому бойкоту. Новоизбранный в то время федеральный канцлер Олаф Шольц некоторое время уклонялся от прямого ответа поедет ли он в Пекин, но впоследствии заявил, что ему нужно тщательно проконсультироваться с лидером Партии зеленых Робертом Хабеком и главой Свободной демократической партии Кристианом Линднером.
Во время своего визита в Париж в начале декабря 2021 новоизбранная министр иностранных дел Германии Анналена Бербок высказывалась за общую европейскую позицию на тему политического бойкота Зимних игр. Журналистам она отвечала, что вопрос о путешествии или его невозможности должен быть тщательно изучен и взвешен. В конце декабря она объявила свою окончательную позицию: «Я великая поклонница спорта, но точно не поеду на Олимпийские игры в это время».
Венцель Михальски, директор правозащитной организации Human Rights Watch, требовал от федерального правительства дипломатического бойкота зимних Олимпийских игр в Пекине. По его убеждению, «дипломатический бойкот спортсменов с 4 по 20 февраля 2022 года — это больше, чем просто золотая середина».
Национальный Олимпийский комитет Нидерландов и Нидерландская спортивная федерация (NOC*NSF) предоставила срочные рекомендации для своей олимпийской команды, предупреждая, что Китай может осуществлять наблюдение за электронными устройствами. Нидерландским спортсменам и персоналу планируется предоставить телефоны и ноутбуки, которые будут уничтожены, когда они вернутся домой. В отличие от них НОК Германии не решился на такие радикальные шаги и лишь дал рекомендации для спортсменов оставить персональные электронные устройства дома или хотя бы отключить их. Однако впоследствии, перед отправкой на соревнование, немецкие спортсмены получили новые мобильные телефоны, поскольку отключать или оставить устройства дома стало невозможным из-за требований китайской стороны. Согласно им, каждый спортсмен или член сборной должен установить приложение My2022 куда ввести медицинские данные, результаты ПЦР-теста на коронавирус и результаты ежедневного измерения температуры.

## Состав сборной
Сборная Германии состояла из 58 женщин и 98 мужчин. Знамена на открытии игр несли бобслеист Франческо Фридрих и конькобежка Клаудия Пехштайн. Пехштайн стала первой женщиной в истории, выступившей на 8 зимних Играх.

## Результаты
5 января 2022 года в городе Эмеривилл, Калифорния ровно за 30 дней до церемонии открытия Зимних Олимпийских игр компания Nielsen Gracenote опубликовала свой последний прогноз виртуальной таблицы медалей (VMT). Учитывая самые актуальные результаты ключевых соревнований после зимних игр 2018, Gracenote прогнозирует количество золотых, серебряных и бронзовых медалей для стран-участниц XXIV зимних Олимпийских игр. Ожидается, что Германия покажет несколько более низкий результат, чем на предыдущих зимних Олимпийских играх 2018, получив 30 медалей. Немецкая результативность по прогнозу будет зависеть от выступлений: Франческо Фридриха, Лауры Нольте (бобслей); Йоханнеса Людвига, Юлии Таубиц, Тони Эггерта, Саши Бенеккена (санный спорт); Винценца Гайгера, Эрика Френцеля (лыжное двоеборье) и Карла Гайгера (прыжки с трамплина). В общем медальном зачете сборной Германии прогнозируется второе место.

## Медалисты
| Место | Спортсмен                                                         | Змагання                                                     | Дата       | Суперники |        |
| ----- | ----------------------------------------------------------------- | ------------------------------------------------------------ | ---------- | --- | ------ |
| 1     | Йоханнес Людвиг                                                   | Санный спорт — одиночки (мужчины)                            | 06.02.2022 | Вольфганг Киндль (3:48.895, 2е место) Доминик Фишналлер (3:49.686, 3е место) | [ 16 ] |
| 1     | Дениз Херрман                                                     | Биатлон — индивидуальная гонка (женщины)                     | 07.02.2022 | Анаис Шевалье-Буше (44:22.1, 2е место) Марте Олсбю-Ройселанн (44:28.0, 3е место) | [ 17 ] |
| 1     | Натали Гайзенбергер                                               | Санный спорт — одиночки (женщины)                            | 08.02.2022 | Анна Беррайтер (3:53.947, 2е место) Татьяна Иванова (3:54.507, 3е место) | [ 18 ] |
| 1     | Винценц Гайгер                                                    | Лыжное двоеборье — нормальный трамплин/10 км                 | 09.02.2022 | Йорген Гробак (25:08.5, 2е место) Лукас Грайдерер (25:14.3, 3е место) | [ 19 ] |
| 1     | Тобиас ВендльТобиас Арльт                                         | Санный спорт — двойки                                        | 09.02.2022 | Тони Эггерт (1:56.653, 2е место) Саша Бенеккен Томас Штой (1:57.065, 3е место) Лоренц Коллер | [ 20 ] |
| 1     | Натали Гайзенбергер Йоханнес Людвиг Тобиас Вендль / Тобиас Арльт  | Санный спорт — эстафета                                      | 10.02.2022 | Вольфганг Киндль (3:03.486, 2е место) Мадлен Эгле Томас Штой / Лоренц Коллер Элиза Тирума (3:04.354, 3е место) Кристерс Апарйодс Мартыньш Ботс / Робертс Плуме                                                                                     | [ 21 ] |
| 1     | Кристофер Гротхер                                                 | Скелетон (мужчины)                                           | 11.02.2022 | Аксель Юнг (4:01.67, 2е место) Янь Вэньган (4:01.77, 3е место) | [ 22 ] |
| 1     | Ханна Найзе                                                       | Скелетон (женщины)                                           | 12.02.2022 | Жаклин Нарракотт (4:08.24, 2е место) Кимберли Бос (4:08.46, 3е место) | [ 23 ] |
| 1     | Франческо Фридрих Торстен Маргис                                  | Бобслей — двойки (мужчины)                                   | 15.02.2022 | Йоханнес Лохнер (3:57.38, 2е место) Флориан Бауэр Кристоф Хафер (3:58.58, 3е место) Маттиас Зоммер | [ 24 ] |
| 1     | Катарина Хенниг Виктория Карл                                     | Лыжные гонки — командный спринт (женщины)                    | 16.02.2022 | Майя Дальквист (22:10.02, 2е место) Йонна Сундлинг Юлия Ступак (22:10.56, 3е место) Наталья Непряева | [ 25 ] |
| 1     | Лаура Нольте Дебора Леви                                          | Бобслей — двойки (женщины)                                   | 19.02.2022 | Мариама Яманка (4:04.73, 2е место) Александра Бургхардт Элана Майерс (4:05.48, 3е место) Сильвия Хоффман | [ 26 ] |
| 1     | Франческо Фридрих Торстен Маргис Канди Бауэр Александр Шюллер     | Бобслей — четвёрки (мужчины)                                 | 20.02.2022 | Йоханнес Лохнер (3:54.67, 2е место) Флориан Бауэр Кристофер Вебер Кристиан Расп Джастин Криппс (3:55.09, 3е место) Райян Соммер Кэмерон Стоунс Бен Коквелл                                                                                         | [ 27 ] |
| 2     | Катарина Альтхаус                                                 | Прыжки с трамплина — нормальный трамплин (женщины)           | 05.02.2022 | Урша Богатай (239.0, 1е место) Ника Крижнар (232.0, 3е место) | [ 28 ] |
| 2     | Анна Беррайтер                                                    | Санный спорт — одиночки (женщины)                            | 08.02.2022 | Натали Гайзенбергер (3:53.454, 1е место) Татьяна Иванова (3:54.507, 3е место) | [ 18 ] |
| 2     | Тони Эггерт Саша Бенеккен                                         | Санный спорт — двойки                                        | 09.02.2022 | Тобиас Вендль (1:56.554, 1е место) Тобиас Арльт Томас Штой (1:57.065, 3е место) Лоренц Коллер | [ 20 ] |
| 2     | Аксель Юнг                                                        | Скелетон (мужчины)                                           | 11.02.2022 | Кристофер Гротхер (4:01.01, 1е место) Янь Вэньган (4:01.77, 3е место) | [ 22 ] |
| 2     | Катерина Зауэрбрай Катарина Хенниг Виктория Карл Зофи Крель       | Лыжные гонки — эстафета 4×5 км (женщины)                     | 12.02.2022 | Юлия Ступак (53:41.0, 1е место) Наталья Непряева Татьяна Сорина Вероника Степанова Мая Дальквист (54:01.7, 3е место) Эбба Андерссон Фрида Карлссон Йонна Сундлинг                                                                                  | [ 29 ] |
| 2     | Йоханнес Лохнер Флориан Бауэр                                     | Бобслей — двойки (мужчины)                                   | 15.02.2022 | Франческо Фридрих (3:56.89, 1е место) Торстен Маргис Кристоф Хафер (3:58.58, 3е место) Маттиас Зоммер | [ 24 ] |
| 2     | Мануэль ФайсстЭрик ФренцельВинценц ГайгерЮлиан Шмид               | Лыжное двоеборье — эстафета                                  | 17.02.2022 | Йорген Гробак (50:37.1, 1е место) Енс Лурос Офтебру Эспен Бьёрнстад Эспен Андерсен Акито Ватабэ (51:28.3, 3е место) Ёсито Ватабэ Хидэаки Нагай Рёта Ямамото                                                                                        | [ 30 ] |
| 2     | Мариама Яманка Александра Бургхардт                               | Бобслей — двойки (женщины)                                   | 19.02.2022 | Лаура Нольте (4:03.96, 1е место) Дебора Леви Элана Майерс (3:55.09, 3е место) Сильвия Хоффман | [ 26 ] |
| 2     | Лена Дюрр Юлиан Раухфус Эмма Айхер Александер Шмид Линус Штрассер | Горнолыжный спорт — командные соревнования                   | 20.02.2022 | Катарина Труппе (1е место) Штефан Бреннштайнер Катарина Линсбергер Йоханнес Штрольц Катарина Хубер Михаэль Матт Мария Тереза Твиберг (3е место) Фабиан Уилкенс Сольхейм Теа Луиза Стьернесунн Тимон Хёуган Мина Фюрст Хольтманн Расмус Виндингстад | [ 31 ] |
| 2     | Йоханнес Лохнер Флориан Бауэр Кристофер Вебер Кристиан Расп       | Бобслей — четвёрки (мужчины)                                 | 20.02.2022 | Франческо Фридрих (3:55.09, 1е место) Торстен Маргис Канди Бауэр Александр Шюллер Джастин Криппс (3:55.09, 3е место) Райян Соммер Кэмерон Стоунс Бен Коквелл                                                                                       | [ 27 ] |
| 3     | Карл Гайгер                                                       | Прыжки с трамплина — большой трамплин (мужчины)              | 12.02.2022 | Мариус Линнвик (296.1, 1е место) Рёю Кобаяси (292.8, 2е место) | [ 32 ] |
| 3     | Константин Шмид Штефан Лайе Маркус Айзенбихлер Карл Гайгер        | Прыжки с трамплина — большой трамплин среди команд (мужчины) | 14.02.2022 | Штефан Крафт (942.7, 1е место) Даниэль Хубер Ян Хёрль Мануэль Феттнер Левро Кос (934.4, 2е место) Цене Превц Тими Зайц Петер Превц | [ 33 ] |
| 3     | Кристоф Хафер Маттиас Зоммер                                      | Бобслей — двойки (мужчины)                                   | 15.02.2022 | Франческо Фридрих (3:56.89, 1е место)Торстен Маргис Йоханнес Лохнер (3:57.38, 2е место) Флориан Бауэр | [ 24 ] |
| 3     | Ванесса Фогт Ванесса Хинц Франциска Пройс Дениз Херрман           | Биатлон — эстафета (женщины)                                 | 16.02.2022 | Линн Перссон (1:11:03.9, 1е место) Мона Брурссон Ханна Эберг Эльвира Эберг Ирина Казакевич (1:11:15.9, 2е место) Кристина Резцова Светлана Миронова Ульяна Нигматуллина                                                                            | [ 34 ] |
| 3     | Даниэла Майер                                                     | Фристайл— ски-кросс (женщины)                                | 17.02.2022 | Сандра Неслунд (1е место) Мариэль Томпсон (2е место) | [ 35 ] |